# ساوت والینز (کنتاکی)
ساوت والینز (به انگلیسی: South Wallins) یک منطقهٔ مسکونی در ایالات متحده آمریکا است که در شهرستان هارلن، کنتاکی واقع شده‌است. ساوت والینز ۱۶٫۴۳ کیلومتر مربع مساحت و ۸۵۹ نفر جمعیت دارد و ۳۴۸ متر بالاتر از سطح دریا واقع شده‌است.